# Нюгор, Кристен
Кри́стен Ню́гор (норв. Kristen Nygaard; 27 августа 1926, Осло — 10 августа 2002, там же) — норвежский учёный в области теории вычислительных систем, лауреат премии Тьюринга. Вместе с Оле-Йоханом Далем является одним из разработчиков основ объектно-ориентированного программирования, а также первого объектно-ориентированного языка программирования Симула.

## Биография
Кристен Нюгор получил степень магистра по математике в 1956 году. Его магистерская диссертация носила заголовок «Теоретические аспекты методов Монте-Карло» (англ. Theoretical Aspects of Monte Carlo Methods). С 1948 по 1960 год Нюгор работал в норвежском военном научно-исследовательском институте, где последние три года возглавлял отдел по исследованию операций. С 1960-го занимал должность директора в Норвежском вычислительном центре. В 1975—1976 годах преподавал в Дании, в университете Орхуса. С 1977 года имел профессуру в университете Осло, где работал вместе с Оле-Йоханом Далем над теорией объектно-ориентированных языков программирования. Вместе они разработали первый объектно-ориентированный язык Simula I, позже Simula 67. Даль и Нюгор ввели такие понятия, как класс, объект, наследование, динамическое создание объектов и т. д. Сейчас эти термины являются неотъемлемыми основами всех современных объектно-ориентированных языков программирования — в частности, языков Java и C++. В 1975—1992 годах участвовал в разработке следующего языка, BETA — продолжающего и развивающего идеи Симулы.
В 1987 году Кристен Нюгор работал в качестве приглашённого профессора в Стэнфордском университете, а также в Xerox PARC в Пало-Альто и в компании Apple.
С августа 2000 года Кристен Нюгор является командором ордена Святого Олафа. Вместе с Далем Нюгор был награждён премией Тьюринга в 2001 году и Медалью IEEE имени Джона фон Неймана в 2002 году за весомый вклад в развитие информатики. Член Норвежской академии наук.
Нюгор женат с 27 января 1951 года на Йоханне Нюгор (норв. Johanna Nygaard, девичья фамилия Ур, Ur), сотруднице благотворительной организации NORAD (англ. The Norwegian Agency for Aid to Developing Countries), воспитал с ней трёх детей. У Кристена и Йоханны семь внуков.
Кристен Нюгор умер от инфаркта миокарда в возрасте 75 лет. Он пережил своего коллегу Оле-Йохана Даля всего на месяц.

## Награды (выдержка)
- 1990 — почётный докторский титул от Лундского университета
- 1990 — Премия Норберта Винера за социальную и профессиональную ответственность[англ.] (American association Computer Professionals for Social Responsibility)
- 1991 — почётный докторский титул от Ольборгского университета
- 1999 — Rosing Prize (Norwegian Data Association) вместе с Оле-Йоханом Далем
- 2000 — почётное членство в Object Management Group
- 2000 — командор ордена Святого Олафа
- 2001 — Премия Тьюринга вместе с Оле-Йоханом Далем за идеи, фундаментальные для развития объектно-ориентированного программирования, возникшие в ходе разработки языков программирования Simula I и Simula 67[7]
- 2001 — Медаль Джона фон Неймана